# Aquarius (álbum de Haken)
Aquarius é o álbum de estreia da banda inglesa de metal progressivo Haken, lançado em 2010. As faixas do álbum são longas, a mais curta tendo pouco menos de sete minutos e a mais longa tendo quase 17. A capa do álbum foi feita por Dennis Sibeijn, que também já trabalhou com 3, Job for a Cowboy e See You Next Tuesday, entre outros. Nenhuma das canções das duas demos lançadas anteriormente pela banda foram relançadas no álbum.
Aquarius foi escrito principalmente no piano pelo guitarrista/tecladista Richard Henshall e depois desenvolvido com as ideias do resto da banda. As faixas são em geral longas, com a mais curta tendo pouco menos de 7 minutos e a mais longa tendo quase 17. Trata-se de um álbum conceitual sobre uma sereia descoberta por um pescador e vendida a um circo e cujo sangue é a única coisa capaz de salvar a humanidade de uma inundação resultante do aquecimento global. Ela eventualmente decide morrer para salvar os homens.

## Recepção
| Críticas profissionais | Críticas profissionais |
| Avaliações da crítica  | Avaliações da crítica  |
| Fonte                  | Avaliação              |
| ---------------------- | ---------------------- |
| Allmusic               | [ 1 ]                  |
| Classic Rock           | positive               |

A recepção do álbum tem sido positiva: Eduardo Rivadavia do Allmusic considerou ele o mais forte álbum progressivo de 2010 até o momento de seu lançamento. A revista Classic Rock lançou a faixa "Eternal Rain" gratuitamente em 15 de abril de 2010. A resenha foi positiva, afirmando que o álbum tinha "música interessante de uma jovem banda londrina que combina jazz, metal e progressivo, entregues com excelente musicalidade."
Em 2024, a Loudwire o elegeu como um dos 11 melhores álbuns de estreia de metal progressivo.

## Faixas
Todas as letras escritas por Ross Jennings, todas as músicas compostas por Richard Henshall.
| N.º | Título                                            | Duração |  |
| 1.  | "The Point of No Return" (O Ponto de Não Retorno) | 11:26   |  |
| 2.  | "Streams" (Córregos)                              | 10:14   |  |
| 3.  | "Aquarium" (Aquário)                              | 10:39   |  |
| 4.  | "Eternal Rain" (Chuva eterna)                     | 6:42    |  |
| 5.  | "Drowning in the Flood" (Afogando na enchente)    | 9:28    |  |
| 6.  | "Sun" (Sol)                                       | 7:19    |  |
| 7.  | "Celestial Elixir" (Elixir celestial)             | 16:56   |  |

## Músicos

### Haken
- Ross Jennings - vocais
- Richard "Hen" Henshall - Guitarra e teclados
- Charlie Griffiths - Guitarra
- Thomas MacLean - baixo
- Ray Hearne - Bateria, Tuba, Djembe
- Diego Tejeida - Teclados

### Convidados
- Craig Beattie - Trombone
- Alex Benwell - Trompete
- Pablo Inda Garcia - Clarinete
- Marged Hall - Harpa
- Darren Moore - Trompete
- Jon Roskilly - Trombone
- Dave Ruff - Flauta